# Grande icosidodecaedro camuso
In geometria, il grande icosidodecaedro camuso è un poliedro stellato uniforme avente 92 facce - 80 triangolari e 12 a forma di pentagramma - 150 spigoli e 60 vertici.

## Coordinate cartesiane
Le coordinate cartesiane per i vertici del grande icosidodecaedro camuso, spesso indicato con il simbolo U57 e il cui inviluppo convesso è un dodecaedro camuso non uniforme, sono date da tutte le permutazioni pari di:
{\displaystyle \left(\,\pm 2\alpha ,\,\pm 2,\,\pm 2\beta \,\right)}
{\displaystyle \left(\,\pm (\alpha -\beta \varphi -\varphi ^{-1}),\,\pm (\alpha \varphi ^{-1}+\beta -\varphi ),\,\pm (-\alpha \varphi -\beta \varphi ^{-1}-1)\,\right)}
{\displaystyle \left(\,\pm (\alpha \varphi -\beta \varphi ^{-1}+1),\,\pm (-\alpha -\beta \varphi +\varphi ^{-1}),\,\pm (-\alpha \varphi ^{-1}+\beta +\varphi )\,\right)}
{\displaystyle \left(\,\pm (\alpha \varphi -\beta \varphi ^{-1}-1),\,\pm (\alpha +\beta \varphi +\varphi ^{-1}),\,\pm (-\alpha \varphi ^{-1}+\beta -\varphi )\,\right)}
{\displaystyle \left(\,\pm (\alpha -\beta \varphi +\varphi ^{-1}),\,\pm (-\alpha \varphi ^{-1}-\beta -\varphi ),\,\pm (-\alpha \varphi -\beta \varphi ^{-1}+1)\,\right)}
con un numero pari di segni più, dove {\displaystyle \varphi ={\tfrac {1+{\sqrt {5}}}{2}}} è la sezione aurea, {\displaystyle \xi \approx -1,5488772} è la soluzione negativa dell'equazione {\displaystyle \xi ^{3}-2\xi =-{\frac {1}{\varphi }}} e
{\displaystyle {\begin{aligned}\alpha &=\xi -{\frac {1}{\xi }},\\[4pt]\beta &=-{\frac {\xi }{\varphi }}+{\frac {1}{\varphi ^{2}}}-{\frac {1}{\xi \varphi }}.\end{aligned}}}

## Poliedri correlati
Dato un grande icosidodecaedro camuso di spigolo pari a 1, il suo circumraggio è pari a
{\displaystyle R={\frac {1}{2}}{\sqrt {\frac {2-x}{1-x}}}=0,64502\dots }
dove {\displaystyle x=-0,505561} è la seconda più grande radice reale dell'equazione
{\displaystyle x^{3}+2x^{2}=\varphi ^{-2}=\left({\tfrac {1+{\sqrt {5}}}{2}}\right)^{-2}=\left({\tfrac {1-{\sqrt {5}}}{2}}\right)^{2}.}
Le quattro radici positive dell'equazione in {\displaystyle \mathbb {R} ^{2}},
{\displaystyle 4096R^{12}-27648R^{10}+47104R^{8}-35776R^{6}+13872R^{4}-2696R^{2}+209=0}
sono, in ordine, i circumraggi del grande icosidodecaedro retrocamuso (U74), del grande icosidodecaedro camuso (U57), del grande icosidodecaedro camuso invertito (U69) e del dodecaedro camuso (U29).

### Grande esacontaedro pentagonale
Il grande esacontaedro pentagonale è un poliedro stellato isoedro, nonché il duale del grande icosidodecaedro camuso, avente per facce 60 pentagoni irregolari.
Dato un grande icosidodecaedro camuso di spigolo pari a 1, immaginando il grande esacontaedro pentagonale come composto da 60 facce intersecanti a forma di pentagono irregolare, come riportato nella figura sottostante, di cui solo una parte visibile all'esterno del solido, e considerando la già citata sezione aurea e il numero {\displaystyle \xi \approx -0,199\,510\,322\,83} - radice negativa del polinomio {\displaystyle P=8x^{3}-8x^{2}+\phi ^{-2}}, ogni faccia risulta avere quattro angoli uguali di ampiezza pari a {\displaystyle \arccos(\xi )\approx 101,508\,325\,512\,64^{\circ }} e uno angolo di ampiezza pari a {\displaystyle \arccos(-\phi ^{-1}+\phi ^{-2}\xi )\approx 133,966\,697\,949\,42^{\circ }} - con tre lati lunghi e due corti le cui lunghezze stanno in un rapporto pari a {\displaystyle {\frac {2-4\xi ^{2}}{1-2\xi }}\approx 1,315\,765\,089\,00}